# Johann Gottfried Brendel

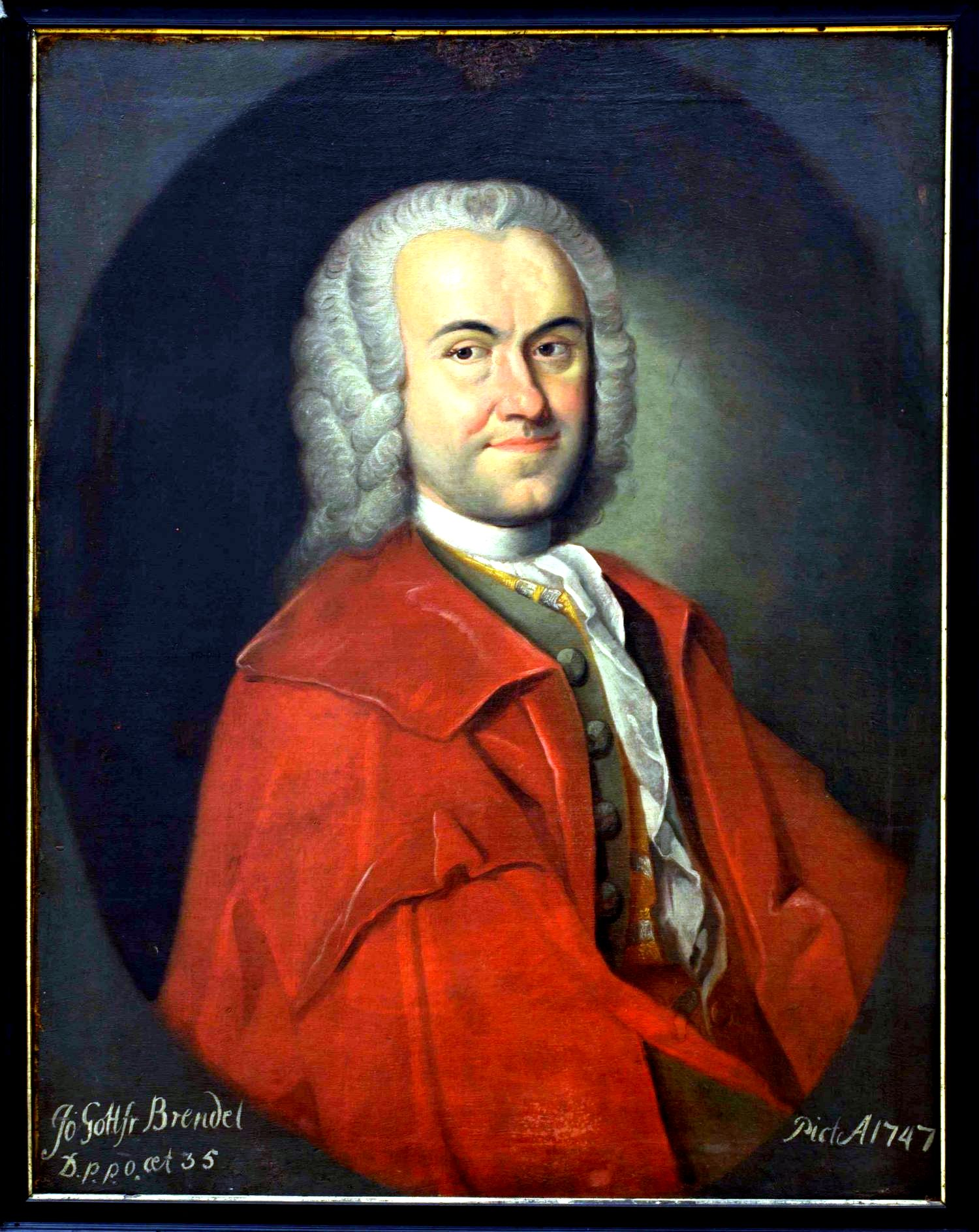
Johann Gottfried Brendel, Ölgemälde von F. Reibenstein, 1747

Johann Gottfried Brendel (* 23. Februar 1712 in Wittenberg; † 17. Januar 1758 in Göttingen) war deutscher Mediziner und Anatom.

## Leben
Als Sohn des Wittenberger Medizinprofessors Adam Brendel und seiner Frau Christina Henrietta von Berger geboren, wurde Johann Gottfried am 27. Februar 1712 getauft. Alsbald erkannte man in dem Jungen eine hohe Auffassungsgabe, so dass man ihn 1724 auf die Fürstenschule nach Grimma schickte. Zurückgekehrt nach Wittenberg begann er ein Studium der Philosophie, an der Universität Leucorea.
Am 30. April 1734 erwarb er sich den Magistertitel der Philosophie und absolvierte dann ein medizinisches Studium. Am 19. November 1736 promovierte er zum Lizentiaten und Doktor der Medizin, habilitierte sich an der Universität Göttingen, wo er 1738 zum außerordentlichen Professor und 1739 zum ordentlichen Professor ernannt wurde. 1755 wurde er Leibarzt des Landgrafen Wilhelm VIII. von Hessen-Kassel.
Seine gründliche mathematische Vorbildung ist entscheidend geworden für seine Entwicklung als einer der großen medizinischen Gelehrten seiner Zeit. Als Iatrophysiker, der biologische und pathologische Phänomene rein physikalisch zu deuten versuchte, beschäftigte er sich unter anderem mit rechtsmedizinischen Studien. Mit Untersuchungen zur Eustachischen Klappe (Valvula Eustachii
am Ostium venae cavae inferioris im rechten Herzvorhof) und über das Spiralblatt der Schnecke, hat er sich einen Namen in der Medizingeschichte erworben. Auch nach seinem Tode wurde ein Teil seiner Arbeiten veröffentlicht.

## Schriften
- De auditu in apice conchae prog. II. Göttingen 1747.
- Medicina legalis sive Forensis. 1788.
- Opusculorum mathematici et medici argumenti. 3 Bände. 1766–1775.
- Dissertatio De valvula Eustachiana […]. Göttingen 1738.
- Praelectiones academicae de cognoscendis et curandis morbis, ed. Lindemann. Leipzig 1792–1794.
- Jo. Godofr. Brendelii Medicina Legalis. Ed. Curavit Fr. G. Meier. 1789.
- Decanus ordinis medici Io. Gothofredus Brendel […] dissertationem […]. 1747.